# Накамура, Ёсики
Ёсики Накамура (яп. 仲村佳樹 Накамура Ёсики) (17 июня 1969 года, префектура Токусима, Япония) — мангака.

## Биография
Родилась 17 июня 1969 года в префектуре Токусима.
Накамура дебютировала в индустрии манги в ноябре 1992 года, выпустив несколько рассказов Love is all, в специальном выпуске манга-журнале Hana to Yume под названием Hana to Yume Planet Zōkan
В 1993 году в манга-журнале «Hana to Yume» опубликовала свою первую серийную мангу «Yume de Auyori Suteki» («Юмэ де Ауери Сутеки»). Эта успешная манга была издана в общей сложности в 9 томах.
Прорыв для Накамуры произошел с Tokyo Crazy Paradise, который появился на более чем 3200 страницах в журнале Hana to Yume с 1996 по 2001 год, а затем в девятнадцати сборниках. Действие манги происходит в мире, где женщины сильно угнетены. Поэтому главная героиня-подросток, дочь полицейского, воспитывается как мальчик. Её одноклассник, лидер якудзы, заставляет главную героиню играть своего телохранителя, хотя она очень плохого мнения о якудзе. Это создает необычную историю любви.

## Работы
- Love is all — 1992
- Ryote ni tsuki
- Yume de Au yori Suteki
- Hijiri Koi
- MVP wa Yuzurenai
- Blue Wars
- Can’t Give Up MVP (MVP wa Yuzurenai)
- Skip Beat! 『スキップ・ビート！』
- Tokyo Crazy Paradise 『東京クレイジーパラダイス』1996-2001
- Yume de Au yori Suteki (Better Than Seeing In A Dream)
- Saint Love (basketball series)
- Dramatic Love Album (oneshot)[2]